# Oskar Morawetz
Oskar Morawetz (født 17. januar 1917 i Světlá nad Sázavou, Tjekkiet - død 13. juni 2007 i Toronto, Canada) var en tjekkisk/canadisk emigreret komponist, professor, lærer, pianist og dirigent.
Morawetz studerede klaver, komposition og teori i Prag, Paris og Wien. Han flygtede fra Nazisterne, som endte med en emigration til Canada nærmere Toronto. Han har skrevet 2 symfonier, orkesterværker, kammermusik, korværker, koncerter, vokal musik etc.
Morawetz har undervist mange af Canadas betydelige komponister, bl.a. Bruce Mather og Srul Irving Glick.

## Udvalgte værker
- Symfoni nr. 1 (1953) - for orkester
- Symfoni nr. 2 (1959) - for orkester
- Klaverkoncert (1962) - for klaver og orkester
- "Til minde om Martin Luther King" (1968) - for fortæller og orkester
- "Fra Anne Franks dagbog" (1970) - for fortæller og orkester
- Strygekvartetter (1955)
- Sinfonietta (1963) - for strygeorkester
- Sinfonietta (1965) - for blæsere og slagtøj